# Callaloo (revista literária)
Callaloo, A Journal of African Diaspora Arts and Letters, é uma revista literária trimestral criada em 1976 por Charles Rowell, que continua sendo seu editor-chefe. Contém redação criativa, arte visual e textos críticos sobre literatura e cultura da diáspora africana, e é provavelmente a revista literária afro-americana mais antiga do mundo.
Além de receber subsídios de apoio de agências como a Lannan Foundation e a National Endowment for the Arts, a revista recebeu várias honras, incluindo a melhor edição especial de uma revista do Conselho de Editores de Revistas Científicas por "Questões Haitianas" em 1992 (Haiti: the Literature and Culture, volumes I & II); uma menção honrosa de "Melhor Edição Especial de uma Revista" em 2001 da Divisão de Publicações Profissionais/Acadêmicas da Associação Americana (volume 24.1: The Confederate Flag Controversy: A Special Section); e reconhecimento pela edição de inverno de 2002 do Council of Editors of Learned Journals como uma das melhores edições especiais daquele ano (volume 25.1: Jazz Poetics).

## Abstração e indexação
Callaloo é abstraído e indexado nos seguintes bancos de dados bibliográficos:
- Academic Search Premier
- Arts and Humanities Citation Index
- Gender Studies Database
- Humanities Abstracts
- IBZ Online
- Index Islamicus
- International Bibliography of Art
- International Bibliography of Theatre & Dance
- MLA - Modern Language Association Database
- Periodicals Index Online
- Public Affairs Index
- Scopus

De acordo com Scopus, ele tem um CiteScore de 0,04 em 2018, ranking 479/736 na categoria "Literatura e Teoria Literária".